# Лихен склероза
Лихен склероза је  хронично  инфламаторно  обољење  непознате  етиологије која изазива појаву белих флека на кожи после чега се на тим местима стварају ожиљци. Промене се у 98% случајева јављају у пределу око гениталија и ануса, али могу се појавити и на кожи и слузокожи усне дупље. У почетку су промене у виду црвенкастих плажа са проширеним фоликуларним отворима испуњеним кератинским чеповима. Временом, настају хипопигментације, атрофија па и склероза. Пацијенти се жале на свраб, бол, склоност инфекцији, некада отежано мокрење отежану дефекацију и болне, непријатне полне односе. Kод мушкараца, болест најчешће захвата препуцијум и гланс пениса и јавља се немогућност превлачења кожице, као и присуство бола током сексуалног односа. Болест изазива озбиљне емоционалне проблеме, особе губе интересовање за сексуалне односе, повлаче се у себе и губе самопоуздање.
Фактори ризика за појаву ове болести су: постојање неке друге аутоимуне болести, инфекција, генетска склоност и стрес.

## Дијагноза
Биопсија је најсигурнији начин да се постави тачна дијагноза. Обично прође више месеци или година док се не постави права дијагноза. Разлог лежи у томе што је Лихен склероза релативно ретка болест којој се не зна тачан узрок.

## Лечење
Не постоји каузални лек. Ипак, симптоми се могу ставити под контролу добром хигијеном уз одржавање нормалне пх вредности слузокоже, применом кортикостероида и локалне хормонске терапије. Добре резултате лечења ове болести дала је ПРП метода. Хируршко лечење треба предузети кад постоје тако узнапредовали ожиљци који дају функционалне сметње. Kод мушкараца се најчешће ради операција циркумцизија или обрезивање, а код жена уклањање ожиљака и прираслица и реконструкција вагиналног улаза.
Болест може да траје више година. Пацијенти који хронично пате од ове болести, морају се редовно контролисати јер у 7% случајева код ових пацијената се може појавити карцином на месту хроничне Лихен склерозе.